# Copa del Món de Futbol de 1930
La Copa del Món de Futbol 1930 va ser la primera edició de la Copa del Món de Futbol i va tenir lloc a l'Uruguai (campions olímpics del moment) l'any 1930, com a commemoració del 100 aniversari de la seva independència. La competició es disputà entre el 13 de juliol i el 30 de juliol de 1930 i l'Uruguai en fou campió en derrotar Argentina a la final per 4 a 2.

## Antecedents
Des de la fundació de la FIFA el 1904, es plantejà la possibilitat de celebrar un torneig a nivell mundial. La manca de recursos i infraestructura impedien organitzar-lo, de manera que van decidir demanar suport al Comitè Olímpic Internacional, qui el 1906 acceptà la inclusió del futbol en el programa olímpic.
Alguns anys més tard, en el congrés de la FIFA del 1928 a Amsterdam, es decidí tirar endavant un torneig exclusiu per al futbol. Diversos països presentaren la seva candidatura, Itàlia, Hongria, Països Baixos, Espanya i Suècia, a més de l'Uruguai. Al congrés de la FIFA celebrat a Barcelona el 1929 es donà el tret de sortida per a la competició. Es decidiren les regles bàsiques de la competició i es concretà la celebració del torneig l'any següent a l'Uruguai. Aquest país celebrava el centenari de la seva independència d'Espanya i havia estat el campió dels darrers jocs olímpics (1924 i 1928). Malgrat que l'Uruguai es va comprometre a sufragar totes les despeses dels països europeus, la majoria d'aquests refusaren viatjar. Aquest fet provocà que el nombre de participants no pogués ser de 16 i es reduí a 13.

## Seus
Tots els partits es disputaren a Montevideo. Inicialment tots els partits s'havien de disputar a l'Estadio Centenario, construït especialment per al torneig, però no s'arribà a temps per a tenir-lo enllestit i els primers partits es disputaren en altres estadis. Així l'Estadio Centenario s'inaugurà oficialment el sisè dia de competició i a partir d'aleshores tots els partits es disputaren en aquest estadi.
| MontevideoCopa del Món de Futbol de 1930 (Uruguai) | Montevideo                                                      |
| MontevideoCopa del Món de Futbol de 1930 (Uruguai) | Estadio Centenario                                              |
| MontevideoCopa del Món de Futbol de 1930 (Uruguai) | 34° 53′ 40.38″ S, 56° 9′ 10.08″ O / 34.8945500°S,56.1528000°O   |
| MontevideoCopa del Món de Futbol de 1930 (Uruguai) | Capacitat: 90.000                                               |
| MontevideoCopa del Món de Futbol de 1930 (Uruguai) |                                                                 |
| Montevideo                                         | Montevideo                                                      |
| Estadio Gran Parque Central                        | Estadio Pocitos                                                 |
| 34° 54′ 4″ S, 56° 9′ 32″ O / 34.90111°S,56.15889°O | 34° 54′ 18.378″ S, 56° 9′ 22.42″ O / 34.90510500°S,56.1562278°O |
| Capacitat: 20.000                                  | Capacitat: 1.000                                                |
|                                                    |                                                                 |

## Equips participants

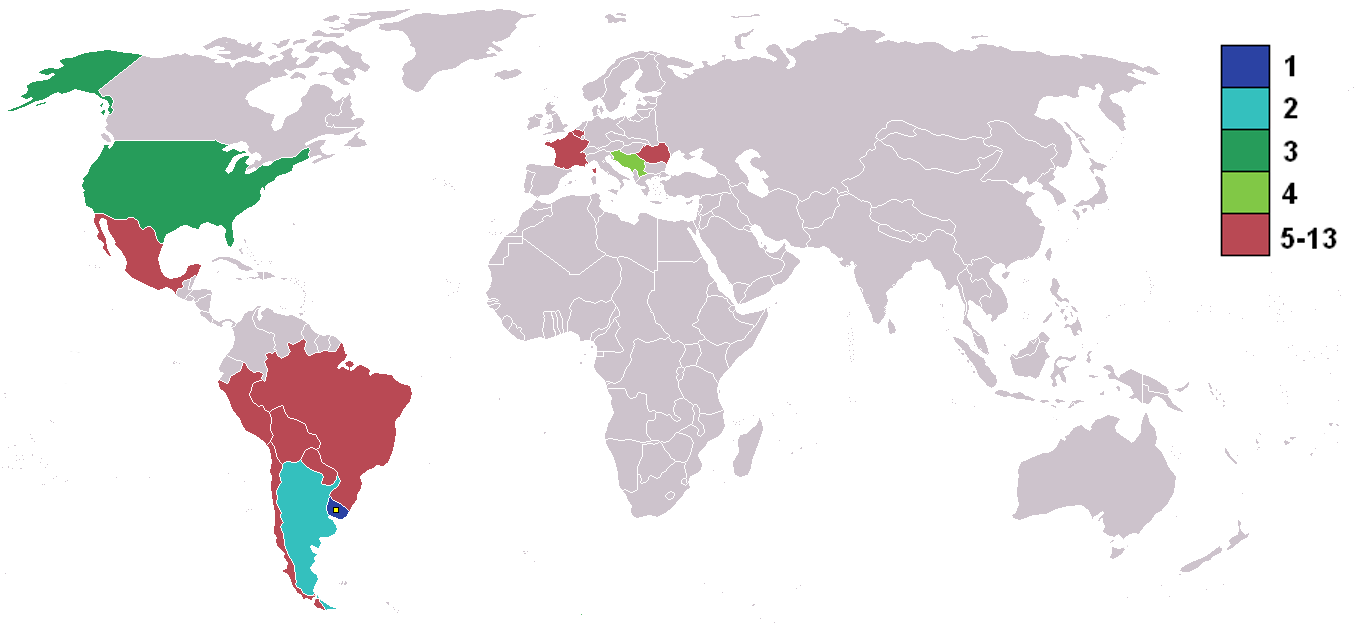
Equips participants

La primera Copa del Món de futbol fou l'única sense fase de classificació. Tots els països afiliats a la FIFA foren convidats però el gran cost econòmic i la durada del viatge que suposava creuar l'Atlàntic va fer que la majoria de països europeus hi renunciessin. Finalment, només quatre països europeus hi prengueren part, la resta foren americans.
| Europa     | Amèrica del Nord | Amèrica del Sud | Amèrica del Sud |
| ---------- | ---------------- | --------------- | --------------- |
| Bèlgica    | Estats Units     | Argentina       | Perú            |
| França     | Mèxic            | Bolívia         | Uruguai         |
| Iugoslàvia |                  | Brasil          | Xile            |
| Romania    |                  | Paraguai        |                 |

## Plantilles
- Per a la informació de les plantilles de les seleccions classificades per a la Copa del Món de Futbol 1930 vegeu l'article separat: Plantilles de la Copa del Món de futbol 1930.

## Resultats

### Primera fase

#### Grup 1
| Pos | Equip     | PJ | PG | PE | PP | GF | GC | DG | Pts | Classificació       |
| --- | --------- | -- | -- | -- | -- | -- | -- | -- | --- | ------------------- |
| 1   | Argentina | 3  | 3  | 0  | 0  | 10 | 4  | +6 | 6   | Avança a semifinals |
| 2   | Xile      | 3  | 2  | 0  | 1  | 5  | 3  | +2 | 4   |                     |
| 3   | França    | 3  | 1  | 0  | 2  | 4  | 3  | +1 | 2   |                     |
| 4   | Mèxic     | 3  | 0  | 0  | 3  | 4  | 13 | −9 | 0   |                     |

| França                                              | 4–1     | Mèxic       |
| --------------------------------------------------- | ------- | ----------- |
| L. Laurent 19' · Langiller 40' · Maschinot 43', 87' | Informe | Carreño 70' |

| Argentina | 1–0     | França |
| --------- | ------- | ------ |
| Monti 81' | Informe |        |

| Xile                                | 3–0     | Mèxic |
| ----------------------------------- | ------- | ----- |
| Vidal 3', 65' · M. Rosas 52' (p.p.) | Informe |       |

| Xile         | 1–0     | França |
| ------------ | ------- | ------ |
| Subiabre 67' | Informe |        |

| Argentina                                             | 6–3     | Mèxic                              |
| ----------------------------------------------------- | ------- | ---------------------------------- |
| Stábile 8', 17', 80' · Zumelzú 12', 55' · Varallo 53' | Informe | M. Rosas 42' (p.), 65' · Gayón 75' |

| Argentina                          | 3–1     | Xile         |
| ---------------------------------- | ------- | ------------ |
| Stábile 12', 13' · M. Evaristo 51' | Informe | Subiabre 15' |

#### Grup 2
| Pos | Equip      | PJ | PG | PE | PP | GF | GC | DG | Pts | Classificació       |
| --- | ---------- | -- | -- | -- | -- | -- | -- | -- | --- | ------------------- |
| 1   | Iugoslàvia | 2  | 2  | 0  | 0  | 6  | 1  | +5 | 4   | Avança a semifinals |
| 2   | Brasil     | 2  | 1  | 0  | 1  | 5  | 2  | +3 | 2   |                     |
| 3   | Bolívia    | 2  | 0  | 0  | 2  | 0  | 8  | −8 | 0   |                     |

| Iugoslàvia             | 2–1     | Brasil        |
| ---------------------- | ------- | ------------- |
| Tirnanić 21' · Bek 30' | Informe | Preguinho 62' |

| Iugoslàvia                                      | 4–0     | Bolívia |
| ----------------------------------------------- | ------- | ------- |
| Bek 60', 67' · Marjanović 65' · Vujadinović 85' | Informe |         |

| Brasil                                          | 4–0     | Bolívia |
| ----------------------------------------------- | ------- | ------- |
| Bek 60', 67' · Marjanović 65' · Vujadinović 85' | Informe |         |

#### Grup 3
| Pos | Equip   | PJ | PG | PE | PP | GF | GC | DG | Pts | Classificació       |
| --- | ------- | -- | -- | -- | -- | -- | -- | -- | --- | ------------------- |
| 1   | Uruguai | 2  | 2  | 0  | 0  | 5  | 0  | +5 | 4   | Avança a semifinals |
| 2   | Romania | 2  | 1  | 0  | 1  | 3  | 5  | −2 | 2   |                     |
| 3   | Perú    | 2  | 0  | 0  | 2  | 1  | 4  | −3 | 0   |                     |

| Romania                            | 3–1     | Perú               |
| ---------------------------------- | ------- | ------------------ |
| Deşu 1' · Stanciu 79' · Kovács 89' | Informe | Souza Ferreira 75' |

| Uruguai    | 1–0     | Perú |
| ---------- | ------- | ---- |
| Castro 65' | Informe |      |

| Uruguai                                         | 4–0     | Romania |
| ----------------------------------------------- | ------- | ------- |
| Dorado 7' · Scarone 26' · Anselmo 31' · Cea 35' | Informe |         |

#### Grup 4
| Pos | Equip        | PJ | PG | PE | PP | GF | GC | DG | Pts | Classificació       |
| --- | ------------ | -- | -- | -- | -- | -- | -- | -- | --- | ------------------- |
| 1   | Estats Units | 2  | 2  | 0  | 0  | 6  | 0  | +6 | 4   | Avança a semifinals |
| 2   | Paraguai     | 2  | 1  | 0  | 1  | 1  | 3  | −2 | 2   |                     |
| 3   | Bèlgica      | 2  | 0  | 0  | 2  | 0  | 4  | −4 | 0   |                     |

| Estats Units                            | 3–0     | Bèlgica |
| --------------------------------------- | ------- | ------- |
| McGhee 23' · Florie 45' · Patenaude 69' | Informe |         |

| Estats Units            | 3–0     | Paraguai |
| ----------------------- | ------- | -------- |
| Patenaude 10', 15', 50' | Informe |          |

| Paraguai        | 1–0     | Bèlgica |
| --------------- | ------- | ------- |
| Vargas Peña 40' | Informe |         |

### Segona fase
|  | Semifinals                | Semifinals |                           |   | Final | Final |
|  |                           |            |                           |   |       |       |
|  | 26 de juliol – Montevideo |            |                           |   |       |       |
|  |                           |            |                           |   |       |       |
|  | Argentina                 | 6          |                           |   |       |       |
|  | Argentina                 | 6          | 30 de juliol – Montevideo |   |       |       |
|  | Estats Units              | 1          |                           |   |       |       |
|  | Estats Units              | 1          | Argentina                 | 2 |       |       |
|  | 27 de juliol – Montevideo |            | Argentina                 | 2 |       |       |
|  |                           | Uruguai    | 4                         |   |       |       |
|  | Uruguai                   | Uruguai    | 4                         | 6 |       |       |
|  | Uruguai                   |            |                           | 6 |       |       |
|  | Iugoslàvia                | 1          |                           |   |       |       |
|  | Iugoslàvia                | 1          |                           |   |       |       |

#### Semifinals
| Argentina                                                       | 6–1 | Estats Units |
| --------------------------------------------------------------- | --- | ------------ |
| Monti 20' · Scopelli 56' · Stábile 69', 87' · Peucelle 80', 85' |     | Brown 89'    |

| Uruguai                                            | 6–1 | Iugoslàvia     |
| -------------------------------------------------- | --- | -------------- |
| Cea 18', 67', 72' · Anselmo 20', 31' · Iriarte 61' |     | Vujadinović 4' |

#### Final
| Uruguai                                         | 4–2 | Argentina                  |
| ----------------------------------------------- | --- | -------------------------- |
| Dorado 12' · Cea 57' · Iriarte 68' · Castro 89' |     | Peucelle 20' · Stábile 37' |

## Campió
| Guanyador de Copa del Món de Futbol de 1930 |
| ------------------------------------------- |
| · Uruguai · Primer títol                    |

## Classificació final
El 1986, la FIFA va publicar un informe que classificava tots els equips de cada Copa del Món fins a la de 1986, basada en l'actuació a la competició, els resultats generals i la qualitat dels contraris (sense comptar els resultats de repetició). El rànquing del torneig de 1930 era el següent:
| P                           | Equip        | Pts. | PJ | PG | PE | PP | GF | GC | DG  | %     |
| --------------------------- | ------------ | ---- | -- | -- | -- | -- | -- | -- | --- | ----- |
| 1                           | Uruguai      | 8    | 4  | 4  | 0  | 0  | 15 | 3  | +12 | 100%  |
| 2                           | Argentina    | 8    | 5  | 4  | 0  | 1  | 18 | 9  | +9  | 80,0% |
| 3                           | Estats Units | 4    | 3  | 2  | 0  | 1  | 7  | 6  | +1  | 66,6% |
| 4                           | Iugoslàvia   | 4    | 3  | 2  | 0  | 1  | 7  | 7  | 0   | 66,6% |
| Eliminats a la primera fase |              |      |    |    |    |    |    |    |     |       |
| 5                           | Xile         | 4    | 3  | 2  | 0  | 1  | 5  | 3  | +2  | 66,6% |
| 6                           | Brasil       | 2    | 2  | 1  | 0  | 1  | 5  | 2  | +3  | 50,0% |
| 7                           | França       | 2    | 3  | 1  | 0  | 2  | 4  | 3  | +1  | 33,3% |
| 8                           | Romania      | 2    | 2  | 1  | 0  | 1  | 3  | 5  | -2  | 50,0% |
| 9                           | Paraguai     | 2    | 2  | 1  | 0  | 1  | 1  | 3  | -2  | 50,0% |
| 10                          | Perú         | 0    | 3  | 0  | 0  | 3  | 1  | 4  | -3  | 0,0%  |
| 11                          | Bèlgica      | 0    | 3  | 0  | 0  | 3  | 0  | 4  | -4  | 0,0%  |
| 12                          | Bolívia      | 0    | 2  | 0  | 0  | 2  | 0  | 8  | -8  | 0,0%  |
| 13                          | Mèxic        | 0    | 3  | 0  | 0  | 3  | 4  | 13 | -9  | 0,0%  |

## Golejadors
| 8 gols - [[Fitxer:Flag of Argentina.svg\|23x15px\|border \|alt=Argentina\|link=Selecció de futbol de l'Argentina\|{{#if:\|]] Guillermo Stábile 5 gols - [[Fitxer:Flag of Uruguay.svg\|23x15px\|border \|alt=Uruguai\|link=Selecció de futbol de l'Uruguai\|{{#if:\|]] José Pedro Cea 4 gols - [[Fitxer:U.S. flag, 48 stars.svg\|23x15px\|border \|alt=Estats Units d'Amèrica\|link=Selecció de futbol dels Estats Units\|{{#if:\|]] Bert Patenaude 3 gols - [[Fitxer:Flag of Argentina.svg\|23x15px\|border \|alt=Argentina\|link=Selecció de futbol de l'Argentina\|{{#if:\|]] Carlos Peucelle - [[Fitxer:Flag of Brazil (1889-1960).svg\|23x15px\|border \|alt=Brasil\|link=Selecció de futbol del Brasil\|{{#if:\|]] Preguinho - [[Fitxer:Flag of Uruguay.svg\|23x15px\|border \|alt=Uruguai\|link=Selecció de futbol de l'Uruguai\|{{#if:\|]] Peregrino Anselmo - [[Fitxer:Flag of Yugoslavia (1918–1943).svg\|23x15px\|border \|alt=Regne de Iugoslàvia\|link=Selecció de futbol de Iugoslàvia\|{{#if:\|]] Ivan Bek | 2 gols - [[Fitxer:Flag of Argentina.svg\|23x15px\|border \|alt=Argentina\|link=Selecció de futbol de l'Argentina\|{{#if:\|]] Luis Monti - [[Fitxer:Flag of Argentina.svg\|23x15px\|border \|alt=Argentina\|link=Selecció de futbol de l'Argentina\|{{#if:\|]] Adolfo Zumelzú - [[Fitxer:Flag of Brazil (1889-1960).svg\|23x15px\|border \|alt=Brasil\|link=Selecció de futbol del Brasil\|{{#if:\|]] Moderato - [[Fitxer:Flag of Chile.svg\|23x15px\|border \|alt=Xile\|link=Selecció de futbol de Xile\|{{#if:\|]] Guillermo Subiabre - [[Fitxer:Flag of Chile.svg\|23x15px\|border \|alt=Xile\|link=Selecció de futbol de Xile\|{{#if:\|]] Carlos Vidal - [[Fitxer:Flag of France (1794–1815, 1830–1974).svg\|23x15px\|border \|alt=França\|link=Selecció de futbol de França\|{{#if:\|]] André Maschinot - [[Fitxer:Flag of Mexico (1916–1934).svg\|23x15px\|border \|alt=Mèxic\|link=Selecció de futbol de Mèxic\|{{#if:\|]] Manuel Rosas - [[Fitxer:Flag of Uruguay.svg\|23x15px\|border \|alt=Uruguai\|link=Selecció de futbol de l'Uruguai\|{{#if:\|]] Héctor Castro - [[Fitxer:Flag of Uruguay.svg\|23x15px\|border \|alt=Uruguai\|link=Selecció de futbol de l'Uruguai\|{{#if:\|]] Pablo Dorado - [[Fitxer:Flag of Uruguay.svg\|23x15px\|border \|alt=Uruguai\|link=Selecció de futbol de l'Uruguai\|{{#if:\|]] Santos Iriarte - [[Fitxer:Flag of Yugoslavia (1918–1943).svg\|23x15px\|border \|alt=Regne de Iugoslàvia\|link=Selecció de futbol de Iugoslàvia\|{{#if:\|]] Đorđe Vujadinović | 1 gol - [[Fitxer:Flag of Argentina.svg\|23x15px\|border \|alt=Argentina\|link=Selecció de futbol de l'Argentina\|{{#if:\|]] Mario Evaristo - [[Fitxer:Flag of Argentina.svg\|23x15px\|border \|alt=Argentina\|link=Selecció de futbol de l'Argentina\|{{#if:\|]] Alejandro Scopelli - [[Fitxer:Flag of Argentina.svg\|23x15px\|border \|alt=Argentina\|link=Selecció de futbol de l'Argentina\|{{#if:\|]] Francisco Varallo - [[Fitxer:Flag of France (1794–1815, 1830–1974).svg\|23x15px\|border \|alt=França\|link=Selecció de futbol de França\|{{#if:\|]] Marcel Langiller - [[Fitxer:Flag of France (1794–1815, 1830–1974).svg\|23x15px\|border \|alt=França\|link=Selecció de futbol de França\|{{#if:\|]] Lucien Laurent - [[Fitxer:Flag of Mexico (1916–1934).svg\|23x15px\|border \|alt=Mèxic\|link=Selecció de futbol de Mèxic\|{{#if:\|]] Juan Carreño - [[Fitxer:Flag of Mexico (1916–1934).svg\|23x15px\|border \|alt=Mèxic\|link=Selecció de futbol de Mèxic\|{{#if:\|]] Roberto Gayón - [[Fitxer:Flag of Paraguay (1842-1954).svg\|23x15px\|border \|alt=Paraguai\|link=Selecció de futbol del Paraguai\|{{#if:\|]] Luis Vargas Peña - [[Fitxer:Flag of Peru (1825 - 1950).svg\|23x15px\|border \|alt=Perú\|link=Selecció de futbol del Perú\|{{#if:\|]] Luis de Souza Ferreira - [[Fitxer:Flag of Romania.svg\|23x15px\|border \|alt=Regne de Romania\|link=Selecció de futbol de Romania\|{{#if:\|]] Adalbert Deșu - [[Fitxer:Flag of Romania.svg\|23x15px\|border \|alt=Regne de Romania\|link=Selecció de futbol de Romania\|{{#if:\|]] Nicolae Kovács - [[Fitxer:Flag of Romania.svg\|23x15px\|border \|alt=Regne de Romania\|link=Selecció de futbol de Romania\|{{#if:\|]] Constantin Stanciu | - [[Fitxer:U.S. flag, 48 stars.svg\|23x15px\|border \|alt=Estats Units d'Amèrica\|link=Selecció de futbol dels Estats Units\|{{#if:\|]] Jim Brown - [[Fitxer:U.S. flag, 48 stars.svg\|23x15px\|border \|alt=Estats Units d'Amèrica\|link=Selecció de futbol dels Estats Units\|{{#if:\|]] Tom Florie - [[Fitxer:U.S. flag, 48 stars.svg\|23x15px\|border \|alt=Estats Units d'Amèrica\|link=Selecció de futbol dels Estats Units\|{{#if:\|]] Bart McGhee - [[Fitxer:Flag of Uruguay.svg\|23x15px\|border \|alt=Uruguai\|link=Selecció de futbol de l'Uruguai\|{{#if:\|]] Héctor Scarone - [[Fitxer:Flag of Yugoslavia (1918–1943).svg\|23x15px\|border \|alt=Regne de Iugoslàvia\|link=Selecció de futbol de Iugoslàvia\|{{#if:\|]] Blagoje Marjanović - [[Fitxer:Flag of Yugoslavia (1918–1943).svg\|23x15px\|border \|alt=Regne de Iugoslàvia\|link=Selecció de futbol de Iugoslàvia\|{{#if:\|]] Aleksandar Tirnanić Autogols - [[Fitxer:Flag of Mexico (1916–1934).svg\|23x15px\|border \|alt=Mèxic\|link=Selecció de futbol de Mèxic\|{{#if:\|]] Manuel Rosas (contra Xile) |